# Инджия (футбольный клуб)
«И́нджия» (серб. ФК Инђија) — сербский футбольный клуб из города Инджия, в Сремском округе автономного края Воеводина. Клуб основан в 1933 году, домашние матчи проводит на стадионе «Железничар», вмещающем 4 000 зрителей.

## История
Клуб был основан в 1933 году под именем «ЗАК». Потом сменил название на ФК «Железничар». Под этим именем команда выступала до 1975 года, когда была переименована в ФК «Агроуния». Наконец в 1994 году клуб обрёл своё нынешнее имя. Большую часть своей истории клуб провёл в низших, региональных лигах. Лучшее достижение в Кубке Югославии — четвертьфинал в 1992 году. В сезоне 2005/2006 клуб занял первое место в зоне «Войводина» Сербской лиги и вышел в Первую лигу, однако уже в следующем сезоне вылетел. В 2009 году клуб вновь вышел в Первую лигу. В 2010 году команда заняла первое место в Первой лиге и вышла Суперлигу. Фанатская группировка клуба — «Зелёная армия» (серб. Zelena armija).

## Стадион
Стадион клуба открыт в 1933 году. Реконструирован в 2006 году. В планах руководства клуба строительство нового стадиона на 9 000 мест.